# ألماغلن (فولاد لوي الجنوبي)
ألماغلن (بالفارسية: الماگلن) هي منطقة سكنية تقع في إيران في قسم فولاد لوي الجنوبی الريفي. يقدر عدد سكانها بـ 50 نسمة .